# Guyana
Guyana, oficial Republica Cooperatistă Guyana (în engleză Co-operative Republic of Guyana), este o țară din Nordul Americii de Sud. Se învecinează la Sud cu Brazilia, la Est cu Surinam, la Vest cu Venezuela, la Nord cu Oceanul Atlantic. Limba oficială este engleza, fiind astfel unul dintre cele 4 state din America de Sud a cărui limbă oficială nu este spaniola (celelalte sunt Brazilia - portugheza, Surinam - neerlandeza și Guyana franceză - franceza).
Descoperită de europeni în 1498, Guyana a fost disputată peste 500 de ani de spanioli, francezi, olandezi și britanici. Acesta este singurul stat sud-american din Commonwealth (celelalte fiind insulare). Guyana este membru al Comunității Caraibelor (CARICOM), care își are sediul în capitala statului Guyana, Georgetown. Guyana a obținut independența față de Marea Britanie în 1966.
Cu o suprafață de 215.000 km2, Guyana este al treilea cel mai mic stat independent din America de Sud (după Uruguay și Surinam). Populația sa este de 747.884 locuitori, potrivit recensământului efectuat în 2012. 